# كأس آيسلندا 2001
كأس آيسلندا 2001 هو موسم من كأس آيسلندا. أشرف على تنظيمه اتحاد آيسلندا لكرة القدم، وفاز فيه نادي فيلكير.